# Jacques Stamm
Jacques Stamm (né le 4 avril 1939 à Fumay dans les Ardennes) est un joueur de football français, qui évoluait au poste de milieu de terrain.

## Biographie

### Carrière en club
Jacques Stamm commence sa carrière à l'UA Sedan-Torcy. Après un prêt au FC Grenoble, il joue avec l'US Quevilly, club où il met un terme à sa carrière.
Il dispute 63 matchs en Division 1, inscrivant 20 buts, et 44 matchs en Division 2, pour quatre buts. 
Il inscrit deux doublés en Division 1 avec Sedan : le premier, sur la pelouse de l'AS Béziers en novembre 1957, et le second, en avril 1962, lors de la réception du FC Rouen.

### Carrière en sélection
Il participe avec l'équipe de France olympique aux Jeux olympiques de 1960. Lors du tournoi olympique, il joue deux matchs : contre l'Inde, et la Hongrie.